# 费尔南达·里贝罗
费尔南达·里贝罗（葡萄牙語：Fernanda Ribeiro，1969年6月23日—），葡萄牙女子田径运动员。她曾代表葡萄牙参加1988年、1992年、1996年、2000年和2004年夏季奥林匹克运动会田径比赛，获得一枚金牌和一枚铜牌。